# Aerenicopsis virgata
Aerenicopsis virgata là một loài bọ cánh cứng trong họ Cerambycidae.